# Piotr Pluta
Piotr Pluta (ur. 7 lutego 1962 w Wałbrzychu) – polski biathlonista, mistrz Polski, reprezentant Polski.

## Życiorys
Był zawodnikiem MKS Wałbrzych (1976-1980) i Górnika Wałbrzych (1981-1992).
Reprezentował Polskę na mistrzostwach świata seniorów w 1989 (31. miejsce w biegu indywidualnym, 44. miejsce w sprincie, 10 m. w biegu drużynowym i 10. miejsce w sztafecie), 1990 (43 m. w biegu indywidualnym i 56 m. w sprincie) i 1991 (49 m. w sprincie, 10 m. w biegu drużynowym i 8 m. w sztafecie).
Na mistrzostwach Polski seniorów wywalczył 8 medali:
- 1985: 2. m. w sztafecie (w barwach Górnika Wałbrzych)
- 1986: 1. m. w sztafecie (w barwach Górnika Wałbrzych)
- 1987: 1. m. w sztafecie (w barwach Górnika Wałbrzych)
- 1988: 1. m. w sztafecie (w barwach Górnika Wałbrzych)
- 1989: 1 m. w biegu indywidualnym, 1. m. w sztafecie (w barwach Górnika Wałbrzych)
- 1991: 1. m. w sztafecie (w barwach Górnika Wałbrzych)
- 1992: 1. m. w sztafecie (w barwach Górnika Wałbrzych)